# Liste der Bodendenkmäler in Emmerich am Rhein
Die Liste der Bodendenkmäler in Emmerich am Rhein enthält die denkmalgeschützten unterirdischen baulichen Anlagen, Reste oberirdischer baulicher Anlagen, Zeugnisse tierischen und pflanzlichen Lebens und paläontologischen Reste auf dem Gebiet der Stadt Emmerich am Rhein im Kreis Kleve in Nordrhein-Westfalen (Stand: 1. Januar 2020). Diese Bodendenkmäler sind in Teil B der Denkmalliste der Stadt Emmerich am Rhein eingetragen; Grundlage für die Aufnahme ist das Denkmalschutzgesetz Nordrhein-Westfalen (DSchG NRW).
In der Stadt Emmerich am Rhein gibt es insgesamt 16 Bodendenkmäler.
| Bild | Bezeichnung                                                                | Lage                                                       | Beschreibung | Bauzeit | Eingetragen seit | Denkmal- nummer |
| ---- | -------------------------------------------------------------------------- | ---------------------------------------------------------- | ------------ | ------- | ---------------- | --------------- |
|      | Eisenzeitliche Grabhügel bei Emmerich                                      | Emmerich Brunnenweg/Am Wasserwerk                          |              |         | 30.04.1984       | B 1             |
|      | Mittelalterliches Grabenrechteck Borghees                                  | Borghees Hüthumer Straße 180                               |              |         | 30.04.1984       | B 2             |
|      | Eisenzeitlicher Grabhügel bei Hüthum                                       | Hüthum Abergsweg/Iltisweg                                  |              |         | 30.04.1984       | B 3             |
|      | Mittelalterliche Dammanlage Alt Voorthuysen                                | Hüthum Voorthuysen 75                                      |              |         | 30.04.1984       | B 4             |
|      | Mittelalterliche Löwenberger, Tote und Hetter Landwehr                     | Emmerich/Vrasselt/Klein-Netterden                          |              |         | 25.09.1990       | B 5             |
|      | Neuzeitlicher Hof „Haus Duvendahl“                                         | Klein-Netterden                                            |              |         | 12.01.1993       | B 6             |
|      | Mittelalterliche bis neuzeitliche St.-Martini-Kirche mit Kirchhof          | Emmerich                                                   |              |         | 27.07.1993       | B 7             |
|      | Mittelalterliche bis neuzeitliche Stadt Emmerich                           | Emmerich Hottomannsdeich, Parkring und Hinter dem Schinken |              |         | 06.10.1997       | B 9             |
|      | Mittelalterliche bis neuzeitliche Stadtbefestigung im Bereich Kleiner Wall | Emmerich Steintor, Kleiner Wall und Hinter dem Mühlenberg  |              |         | 19.04.2001       | B 10            |
|      | Mittelalterliche Burg Hochelten                                            | Elten                                                      |              |         | 19.04.2001       | B 11            |
|      | Eisenzeitliche Grabhügelgruppe                                             | Hüthum                                                     |              |         | 19.04.2001       | B 12            |
|      | Mittelalterliche Stufenraine                                               | Hüthum/Elten                                               |              |         | 19.04.2001       | B 13            |
|      | Mittelalterliche Burg und späteres Stift Hochelten                         | Elten                                                      |              |         | 16.03.2011       | B 14            |
|      | Grenzbefestigung aus dem Ersten Weltkrieg                                  | Elten                                                      |              |         | 16.03.2011       | B 15            |
|      | Artilleriestellung Hochelten                                               | Elten                                                      |              |         | 09.08.2019       | B 16            |
|      | Deckungsgraben Zweiter Weltkrieg                                           | Elten                                                      |              |         | 09.08.2019       | B 17            |